# Ольвиополь (Омская область)
Ольвиополь — деревня в Полтавском районе Омской области России. Входит в состав Соловьёвского сельского поселения.

## История
Основана в 1908 году. В 1928 году поселок Ольвиополь состоял из 64 хозяйств, основное население — украинцы. В составе Соловьёвского сельсовета Полтавского района Омского округа Сибирского края.

## Население
| 1926 | 2010 |
| ---- | ---- |
| 359  | ↘164 |

Гендерный состав
По данным Всероссийской переписи населения 2010 года в гендерной структуре населения из 164 человек мужчин — 81, женщин — 83	(49,4 и 50,6 % соответственно)
Национальный состав
В 1928 году  основное население — украинцы.
Согласно результатам переписи 2002 года, в национальной структуре населения русские составляли  63 % от общей численности населения в 233 чел. .

## Инфраструктура
Личное подсобное хозяйство.

## Транспорт
Просёлочные дороги.